# Test (rzeka)
Test (ang. River Test) – rzeka w południowej Anglii, w hrabstwie Hampshire. Długość rzeki wynosi 62 km, a powierzchnia dorzecza – 1260 km².
Źródło rzeki znajduje się w pobliżu wsi Ashe. Rzeka płynie w kierunku południowym, przepływa przez miasto Romsey i uchodzi do estuarium Southampton Water, nieopodal Totton, na zachód od miasta Southampton.
Rzeka stanowi siedlisko troci wędrownej oraz łososia szlachetnego i jest miejscem uprawy wędkarstwa muchowego.